# Wahlkreis Ostviipuri
Der Wahlkreis Ostviipuri war von 1907 bis 1939 einer von zunächst 16, ab 1936 15 finnischen Wahlkreisen für die Wahlen zum finnischen Parlament. Nachdem der größte Teil des Territoriums des Wahlkreises im Winterkrieg und endgültig nach dem Fortsetzungskrieg verloren gegangen war, wurde der Wahlkreis für die Wahl 1945 in Ostkymi umbenannt. Bei den Parlamentswahlen stehen jedem Wahlkreis orientiert an der Einwohnerzahl eine bestimmte Anzahl von Mandaten im Parlament zu, dem Wahlkreis Ostviipuri standen 1907 bis 1936 17 Sitze zu, 1939 18 Sitze. Der Wahlkreis Ostkymi, in dem die ehemaligen Einwohner des Wahlkreises weiter wahlberechtigt blieben, stellte 17 Sitze. Ab der Wahl 1948 wurde der Wahlkreis Ostkymi mit dem Wahlkreis Westkymi, dem Nachfolger des Wahlkreises Westviipuri, zum Wahlkreis Kymi zusammengefasst. Dieser bestand bis 2011, zur Wahl 2015 wurde er mit dem Wahlkreis Südsavo zum Wahlkreis Südostfinnland zusammengelegt.